# Гута Деражинська
Гута Деражинська (пол. Huta Dzierążyńska) — село в Польщі, у гміні Криниці Томашівського повіту Люблінського воєводства.
Населення — 259 осіб (2011).
Розташоване на Закерзонні (в історичному Надсянні).
У 1975—1998 роках село належало до Замойського воєводства.

## Демографія
Демографічна структура станом на 31 березня 2011 року:
|          | Загалом | Допрацездатний вік | Працездатний вік | Постпрацездатний вік |
| -------- | ------- | ------------------ | ---------------- | -------------------- |
| Чоловіки | 128     | 30                 | 69               | 29                   |
| Жінки    | 131     | 15                 | 66               | 50                   |
| Разом    | 259     | 45                 | 135              | 79                   |